# Antonio Baiocco
Antonio Baiocco (Roma, 23 ottobre 1959) è un autore televisivo, regista e sceneggiatore italiano.

## Biografia
Antonio Baiocco esordisce alla regia e al montaggio nelle Tv private romane (Teletevere, Super 3, Rete Oro) e come autore e realizzatore di spot pubblicitari, documentari culturali e industriali. Dirige il film per la TV Una storia sbagliata, con Francesca Draghetti e Maurizio Reti.
Nel 1985, in collaborazione con le sorelle Norma e Tiziana Testone, pubblica il romanzo Acido Santo.
Nel 1989 scrive e dirige Sulle ali della follia, il suo primo lungometraggio cinematografico, con Yves Collignon, Silvia Mocci, Valerio Isidori ed Emy Valentino. Con questo film, nel 1991, si aggiudica il premio del pubblico francese al festival del cinema italiano di Bastia. 
La sua consacrazione avviene nel 1996 con il film Passaggio per il paradiso grazie alla collaborazione di David Bowie (produttore esecutivo) ed alla realizzazione della colonna sonora da parte del musicista Pat Metheny. Nel cast la grande attrice statunitense Julie Harris, Tchéky Karyo, Mariano Rigillo, Vittoria Belvedere, Gianfranco Barra e Tomas Arana. Il film esce prima negli Stati Uniti, con il titolo "Gentle into the Night", poi in Francia e, nel 1998, in Italia. Ottiene il Premio della giuria internazionale al festival internazionale di Montréal e vince il premio per la miglior colonna sonora, per la miglior produzione e per il miglior film straniero al festival di Fort Lauderdale. L'anno dopo Baiocco è assistente alla regia nel film Memoria di Ruggero Gabbai.
Nel 2005 dirige la commedia L'aquilone blu, con Franco Nero, Marta Bifano, Nourchene Cherif e Rachid Benhadj.
La sua ultima "fatica" da regista è la direzione de Il mercante di stoffe, con Sebastiano Somma, Emanuela Garuccio e Marta Bifano, presentato in prima assoluta (fuori concorso) al "Terra di Siena film festival" l'8 ottobre 2009. Con Emanuela Garruccio il film ha vinto il premio per la miglior attrice emergente al festival di Messina 2011, mentre la fotografia di Adolfo Bartoli e Maurizio Calvesi si è aggiudicata il Premio Gianni Di Venanzo "Esposimetro d'oro" 2011 e il Premio "Pasqualino De Santis" al Baff Film Festival 2011. Mercoledì 21 dicembre 2011 la pellicola è stata trasmessa in prima serata su Rai 1, con un ascolto di 3.653.000 telespettatori. Al Box office Il mercante di stoffe ha incassato 5,1 mila euro.
Successivamente Baiocco costituisce la casa di produzione "Big Tree Movie Entertainment". Nel 2021 la "Big Tree" coproduce Tapirulàn, primo film diretto da Claudia Gerini. Baiocco ne svolge la supervisione artistica e, insieme a Fabio Morici, è autore del soggetto e della sceneggiatura del film.

## Filmografia

### Regista
- Una storia sbagliata - film TV (1985)
- Sulle ali della follia (1989)
- Passaggio per il paradiso (1998)
- L'aquilone blu (2005)
- Il mercante di stoffe (2009)

### Sceneggiatore
- Sulle ali della follia, regia di Antonio Baiocco (1989)
- Passaggio per il paradiso, regia di Antonio Baiocco (1998)
- Il mercante di stoffe, regia di Antonio Baiocco (2009)
- Tapirulàn, regia di Claudia Gerini (2021)

### Attore
- Il cielo è sempre più blu, regia di Antonello Grimaldi (1995)